# Rhinogobio ventralis
Rhinogobio ventralis är en fiskart som beskrevs av Sauvage och Dabry de Thiersant, 1874. Rhinogobio ventralis ingår i släktet Rhinogobio och familjen karpfiskar. Inga underarter finns listade i Catalogue of Life.